# AN/AAQ-37 EO-DAS

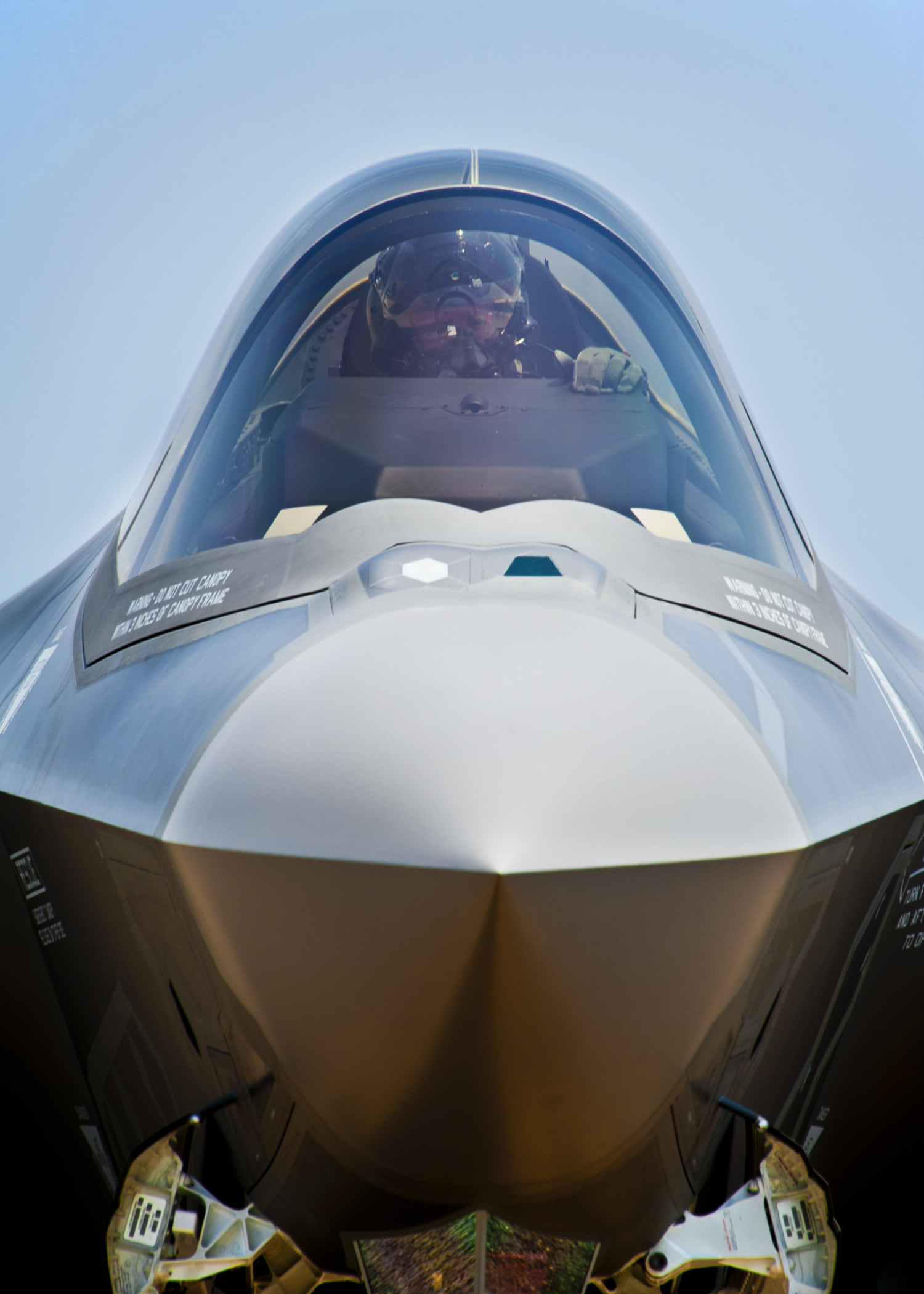
Przednie sensory MWIR systemu DAS tuż pod owiewką w przedniej części F-35

AN/AAQ-37 Electro-Optical Distributed Aperture System – (EO–DAS lub DAS) elektro-optyczny system rozproszonej obserwacji przestrzeni na wyposażeniu myśliwca wielozadaniowego F-35 Lightning II, zapewniający pilotowi ostrzeżenie przed pociskami rakietowymi oraz potencjalnymi zagrożeniami rakietowymi w sferze 360° wokół samolotu.

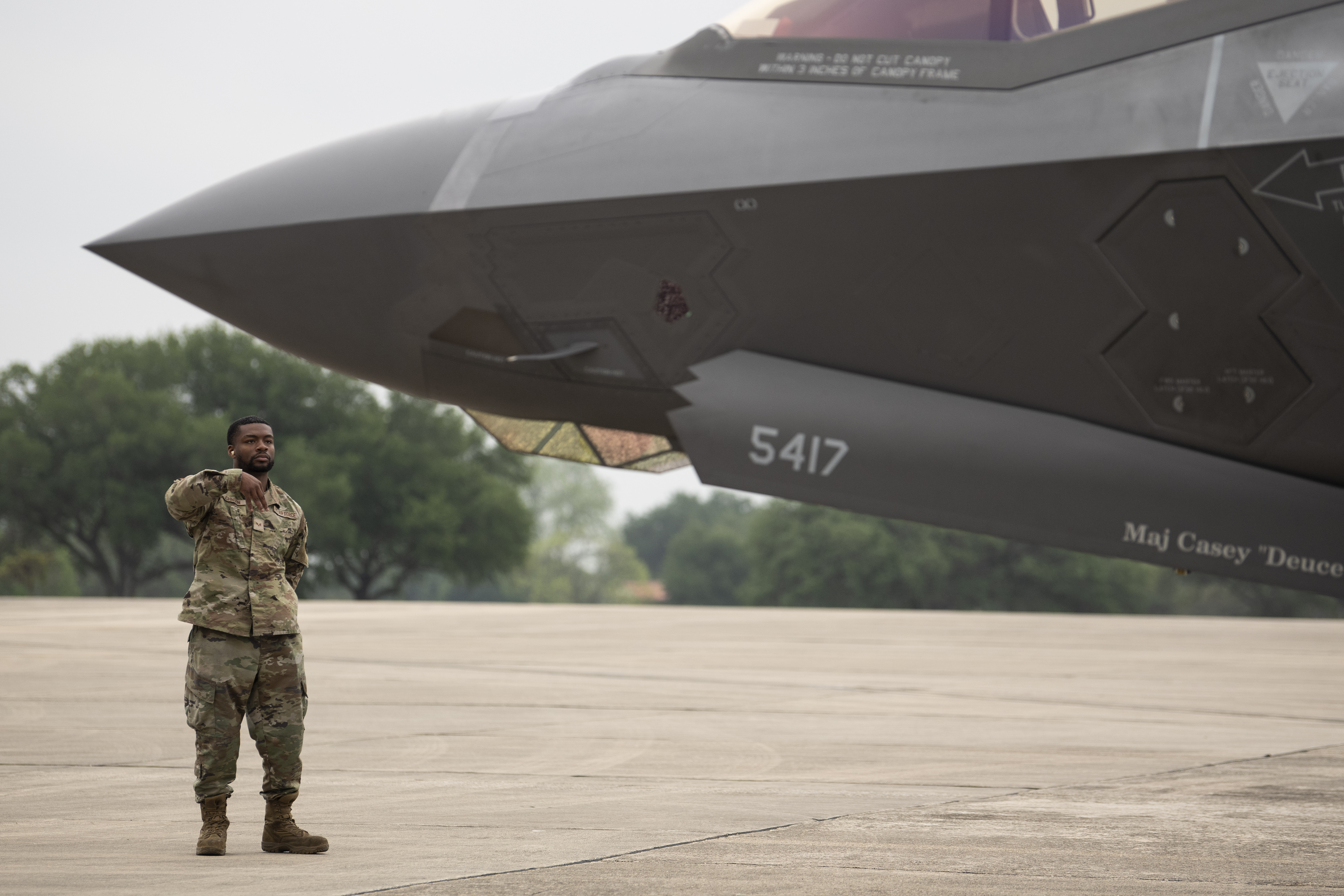
Przedni dolny sensor systemu DAS w przeźroczystej obudowie tuż pod dziobem

System DAS składa się z sześciu działających w podczerwieni i rozmieszczonych wokół samolotu sensorów MWIR (mounted advanced mid-wave infrared). Sensory rozmieszczone są z polem obserwacji 95° w taki sposób, aby ich pola obserwacji nachodziły na siebie. Każdy z sensorów ma zdolność śledzenia i zobrazowania przestrzeni jako FLIR. W odróżnieniu jednak od standardowych systemów FLIR, których możliwości obserwacji ograniczone są do przestrzeni przed samolotem, system DAS zapewnia pilotowi zintegrowany obraz w każdej przestrzeni wokół samolotu. Umożliwia to syntetyczne zwizualizowanie pilotowi na wyświetlaczu jego hełmu sytuacji taktycznej wokół samolotu, łącznie z obrazem sytuacji poniżej samolotu. 
AN/AAQ-37 DAS jest krytycznym systemem F-35, odgrywającym jedną z podstawowych ról w zapewnieniu pilotowi świadomości sytuacji taktycznej w powietrzu i na ziemi. Dzięki integracji sensorów w ramach System Fusion, wraz z układem celowania AN/AAQ-40 EOTS, DAS zapewnia rozpoznanie potencjalnych zagrożeń. Korzystając z tajnej bazy danych o celach, AN/AAQ-37 w czasie rzeczywistym dostarcza pilotowi informacji o celach i potencjalnych zagrożeniach wraz z informacjami o ich możliwościach taktycznych.